# Дюля (село)
Дю̀ля е село в Югоизточна България, община Руен, област Бургас.

## География
Село Дюля е разположено в Източна Стара планина, в най-югоизточните разклонения на Върбишка планина, в долината на река Айваджикдере (Айваджик дереси) – ляв приток (4 – 5 km на изток-югоизток след селото) на река Луда Камчия – при вливането в Айваджикдере на ручея Яйкън дере.
Населението на село Дюля наброява 315 души към 1934 г., нараства до 366 към 1946 г., намалява постепенно до един човек към 1992 г., а от 2000 г. е без жители.
Към септември 2015 г. селото има запазена само една къща в недобро състояние и останки от още 2 – 3 къщи. Достъпът до селото е по лош почвен път от намиращото се на около 3,5 km на юг-югоизток село Планиница.

## История
След края на Руско-турската война 1877 – 1878 г., по Берлинския договор селото остава на територията на Източна Румелия. След Съединението, от 1885 г. то се намира в България с името Айваджик дере. Преименувано е на Дюля през 1934 г. Преди Освобождението е носило името Дере вакъф. Старо име на селото е и Дерекьой.

## Население

### Етнически състав
Преброяване на населението през 2011 г.
Численост и дял на етническите групи според преброяването на населението през 2011 г.:
|                     | Численост |
| Общо                | -         |
| Българи             | -         |
| Турци               | -         |
| Цигани              | -         |
| Други               | -         |
| Не се самоопределят | -         |
| Неотговорили        | -         |